# Drosophila obscuricolor
Drosophila obscuricolor är en tvåvingeart som beskrevs av Oswald Duda 1927. Drosophila obscuricolor ingår i släktet Drosophila och familjen daggflugor.
Artens utbredningsområde är Bolivia och Peru.